# Кокс, Шон
Шон Терри Кокс (англ. Shawn Terry Cox; 26 декабря 1974) — барбадосский боксёр полутяжёлой и первой тяжёлой весовых категорий. В 2000-х годах выступал за сборную Барбадоса: участник летних Олимпийских игр в Сиднее, чемпион Игр Центральной Америки и Карибского бассейна, победитель многих международных турниров и национальных первенств. Начиная с 2007 года боксировал на профессиональном уровне, был претендентом на титул временного чемпиона мира по версии ВБА.

## Биография
Шон Кокс родился 26 декабря 1974 года.

## Любительская карьера
Первого серьёзного успеха на ринге добился в возрасте семнадцати лет, когда в полутяжёлом весе дошёл до четвертьфинала панамериканского чемпионата в Колумбии — с этого момента стал попадать в основной состав национальной сборной и ездить на крупные международные турниры. В 1998 году завоевал бронзовую медаль на Играх Центральной Америки и Карибского бассейна в Маракайбо, также выступил на Играх Содружества, где сумел дойти до стадии четвертьфиналов. Год спустя боксировал на Панамериканских играх в Виннипеге, тоже вышел здесь в 1/4 финала. Благодаря череде удачных выступлений удостоился права защищать честь страны на летних Олимпийских играх 2000 года в Сиднее, тем не менее, был выбит из борьбы за медали уже после первого своего матча на турнире — со счётом 10:14 уступил французу Жону Дови.
В 2001 году Кокс ездил на чемпионат мира в Белфаст, но попасть в число призёров мирового первенства ему не удалось — пробился в четвертьфинал, после чего со счётом 14:21 проиграл украинцу Виктору Перуну. В следующем сезоне выиграл золотую медаль на Играх Центральной Америки и Карибского бассейна в Сан-Сальвадоре, без особого успеха боксировал на Играх Содружества в Манчестере. На Панамериканских играх 2003 года дошёл только до стадии четвертьфиналов. После некоторого спада в карьере в 2006 году Шон Кокс вновь вернулся в основной состав сборной, взял серебро на Играх Центральной Америки и Карибского бассейна в Картахене, успешно выступил на чемпионате Содружества в Глазго, победив среди прочих сильного новозеландца Соулана Паунсби, съездил на Игры Содружества в Мельбурн, откуда вернулся, тем не менее, без медалей. Через год в третий раз участвовал в Панамериканских играх, однако выступил ещё хуже предыдущих попыток — проиграл уже на стадии 1/16 финала. Вскоре после этих соревнований решил попробовать себя среди профессионалов и покинул сборную.

## Профессиональная карьера
Профессиональный дебют Кокса состоялся в сентябре 2007 года, своего первого противника Джулиана Танниса он победил техническим нокаутом в первом же раунде. В течение последующих двух лет провёл множество удачных поединков, в первой тяжёлой весовой категории, завоевал вакантный титул чемпиона Карибской боксёрской федерации.

#### Бой с Сальваторе Эриттом
В декабре 2009 года потерпел первое поражение — в бою за вакантный титул чемпиона средиземноморского региона по версии IBO  раздельным решением судей проиграл итальянцу Сальваторе Эритту.
Несмотря на проигрыш, Шон Кокс продолжил выходить на ринг, победил нескольких крепких соперников.

#### Бой с Уэйном Брейтуэйтом
Победил  бывшего чемпиона мира из Гайаны Уэйна Брейтуэйта, и достаточно высоко поднялся в мировых рейтингах.

#### Чемпионский бой  Денисом Лебедевым
В 2012 году стал претендентом на титул временного чемпиона мира по версии Всемирной боксёрской ассоциации, однако действующий чемпион, россиянин Денис Лебедев, нокаутировал его уже во втором раунде.

#### Бой с Дмитрием Кудряшовым
В октябре 2013 года проиграл нокаутом другому представителю России — Дмитрию Кудряшову.
Оставаясь действующим профессиональным боксёром, по состоянию на 2013 год Кокс провёл 21 официальный бой, из них 17 окончил победой (в том числе 16 досрочно), четыре раза проиграл.